# The Stadium Techno Experience
The Stadium Techno Experience – dziewiąty album niemieckiej grupy Scooter wydany 31 marca 2003 roku. Single z albumu: "Weekend", "The Night" i remix utworu "Maria (I Like It Loud)" z udziałem Marc Acardipane oraz Dick Rules.

## Lista utworów
1. Ignition – 0:36
2. Maria (I Like It Loud) – 3:55
3. Weekend! – 3:32
4. Take A Break – 4:15
5. Pulstar – 4:33
6. The Night – 3:21
7. Roll Baby Roll – 3:45[1]
8. Level One – 3:34
9. Like Hypa Said – 6:23
10. Liquid Is Liquid – 4:45
11. A Little Bit To Fast – 3:45
12. Soul Train – 5:08